# Augsburský říšský sněm

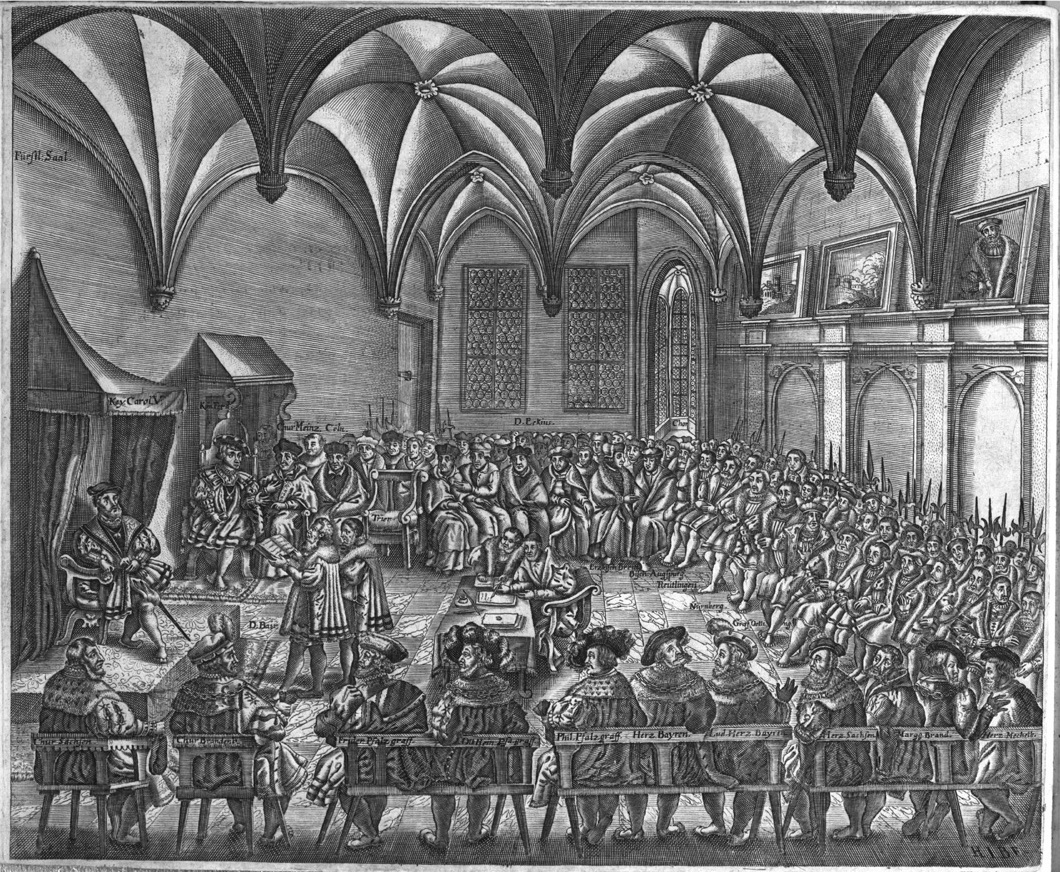
Čtení Augsburského vyznání císařem Karlem V. na sněmu v Augsburku, 1530

Augšpurský říšský sněm je řada zasedání říšského sněmu Svaté říše římské, která se konala v německém Augšpurku. Těchto zasedání se konalo mnoho, nejznámější z nich však proběhla během reformace a následných náboženských válek mezi katolickým císařem Karlem V. a protestantským šmalkaldským spolkem na počátku 16. století.
Zasedání z roku 1530 se pokusilo o zklidnění sílícího napětí kvůli protestantismu, zvláště kvůli obavám z narůstající osmanské hrozby. Osmanům vedených Sulejmanem I. se roku 1529 téměř podařilo zmocnit se Vídně a Karel V. usiloval o spojení křesťanstva proti této síle. Po vydání Wormského ediktu bylo odsouzeno luteránství, ale kolem roku 1520 se začínají objevovat problémy s uplatňováním práva, neboť války Karla V. proti Francii a povinnosti ve zbytku jeho říše jej odváděly od náboženských problémů v Německu. Nicméně v roce 1529 podepsal úspěšnou mírovou dohodu s Francií. Teprve po tomto úspěchu se Karel zaměřil na potírání německého náboženství, které považoval za kacířské. To dalo vzniknout Augšpurskému vyznání, ústřednímu dokumentu luteránství, jež bylo předloženo císaři Karlovi V.
Po svém vítězství nad Šmalkaldskou aliancí, svolal Karel V. v letech 1547/48 (geharnischter Reichstag – „sněm v brnění“), kde bylo vyhlášeno Augsburské Interim. Tento pokus o upřednostnění katolictví však byl odmítnut mnoha knížaty. Uvolnění náboženského napětí bylo dosaženo teprve na zasedání v roce 1555, kde byl uzavřen augsburský mír. Dohoda uznala augsburské vyznání a přijala pravidlo cuius regio, eius religio, jež opravňovalo každého knížete, aby se svobodně rozhodl pro své vyznání.
Výnosy tridentského koncilu z roku 1566 byly uznány v Itálii, Portugalsku, Polsku a katolickými knížaty v Německu právě na sněmu v Augsburku.